# Жамаль Селламі
Жамаль Селламі (араб. جمال سلامي, нар. 6 жовтня 1970, Касабланка) — марокканський футболіст, що грав на позиції захисника. По завершенні ігрової кар'єри — тренер. З 2024 року очолює тренерський штаб збірної Йорданії. 
Виступав за національну збірну Марокко, зокрема на чемпіонаті світу 1998 року.

## Клубна кар'єра
У дорослому футболі дебютував 1992 року виступами за команду «Олімпік» (Касабланка), в якій провів три сезони. 
Протягом 1995—1998 років захищав кольори клубу «Раджа» (Касабланка).
Привернув увагу представників тренерського штабу турецького «Бешикташа», до складу якого приєднався 1998 року. Відіграв за стамбульську команду наступні три сезони своєї ігрової кар'єри.
Протягом 2001—2002 років знову захищав кольори клубу «Раджа» (Касабланка), а завершив ігрову кар'єру у команді МАС (Фес), за яку виступав протягом 2002—2004 років.

## Виступи за збірну
1994 року дебютував в офіційних матчах у складі національної збірної Марокко. Протягом кар'єри у національній команді, яка тривала 8 років, провів у її формі 30 матчів, забивши 2 голи.
У складі збірної був учасником чемпіонату світу 1998 року у Франції, на якому взяв участь в одній грі групового етапу, а також Кубка африканських націй 2000 року в Гані та Нігерії.

## Кар'єра тренера
Розпочав тренерську кар'єру, повернувшись до футболу після невеликої перерви, 2011 року, очоливши тренерський штаб клубу ФЮС (Рабат), де пропрацював з 2011 по 2014 рік.
З 2019 року очолює тренерський штаб команди «Раджа» (Касабланка).

## Титули і досягнення
Гравець
- Чемпіон Марокко (4):

«Раджа» (Касабланка): 1996, 1997, 1998, 2001
- Володар Кубка Марокко (2):

«Раджа» (Касабланка): 1996, 2002
- Володар Суперкубка Туреччини (1):

«Бешикташ»: 1998
- Переможець Ліги чемпіонів КАФ (2):

«Раджа» (Касабланка): 1997, 1999
- Володар Суперкубка КАФ (1):

«Раджа» (Касабланка): 1999
Тренер
- Переможець Чемпіонату африканських націй: 2018